# Cow Cow Davenport
Charles Edward „Cow Cow“ Davenport (* 23. April 1894 in Anniston, Alabama; † 3. Dezember 1955 in Cleveland, Ohio) war ein US-amerikanischer Blues- und Boogie-Woogie-Pianist. Er spielte auch Hammondorgel, komponierte und sang.

## Leben und Werk
Cow Cow Davenport spielte im Alter von zwölf Jahren Klavier und wollte Musiker werden. Seine Familie war jedoch mit seinen Karrierewünschen nicht einverstanden und schickte ihn ins Priesterseminar, wo er wegen Spielens von Ragtime hinausgeworfen wurde.
Davenports musikalische Karriere begann in den 1920er Jahren; er spielte bei einer Revue-Show, dem Banhoof's Traveling Carnival, einer Medicine Show. Ersten Ruhm erwarb er sich als Begleitmusiker der Bluessängerinnen Dora Carr und Ivy Smith; er trat auch mit Tampa Red auf. Aufnahmen machte Davenport auf den verschiedensten Labels, war außerdem ein Talentscout für Vocalion. Zu seinen bekanntesten frühen Aufnahmen (nach 1926) zählen Chimes Blues, Slow Drag und State Street Jive. In den frühen 1930er Jahren hatte er einen Schlaganfall und konnte seine Hände nicht mehr bewegen. Er arbeitete als Spülhilfe, als er vom Jazzpianisten Art Hodes 1938 wiederentdeckt wurde. Hodes kümmerte sich um seine Rehabilitation und unterstützte ihn bei der Suche nach Aufnahmemöglichkeiten.
Sein bekanntester Song war der Cow Cow Blues. 1953 wurde Cow Cow Blues von Ahmet Ertegün für Ray Charles’ Mess Around umgeschrieben; dieser Titel war Charles’ erster Schritt weg vom Stil Nat King Coles hin zu der Musik, mit der er in den 50ern bei Atlantic aufnahm und berühmt wurde. Davenport war auch der Komponist von Mama Don't Allow It. Er behauptete, den Louis Armstrong Hit I'll Be Glad When You're Dead (You Rascal You) geschrieben zu haben, aber die Rechte daran weiterverkauft zu haben. In Wirklichkeit stammte der Song von Sam Theard.
Cow Cow Davenport starb 1955 in Cleveland, Ohio und wurde nach seinem Tode in die Alabama Music Hall of Fame aufgenommen.
Der 1940er Hitsong Cow Cow Boogie ist vermutlich nach ihm benannt, wurde aber nicht von ihm geschrieben.